# Gnezdovo

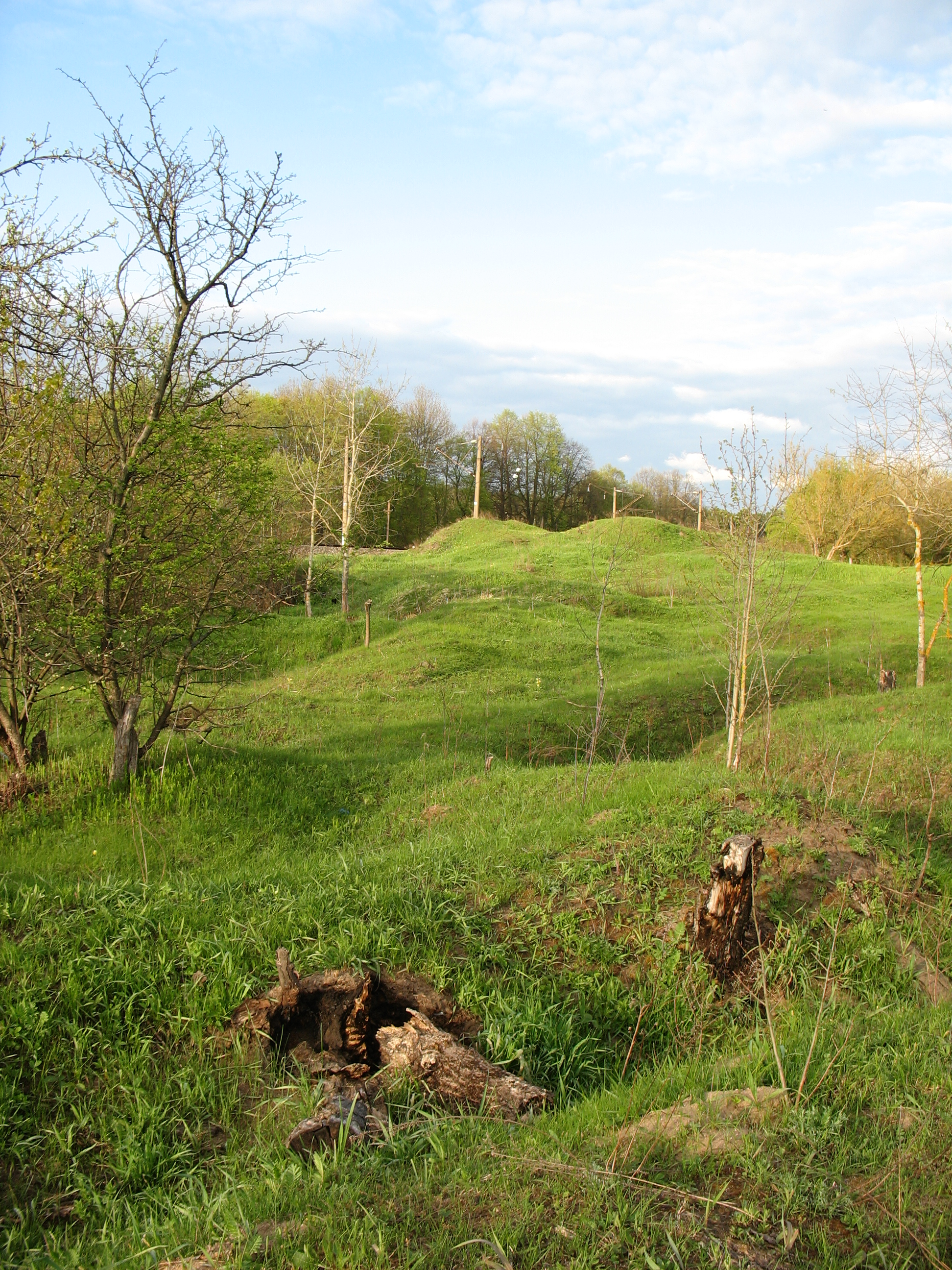
Os túmulos de Gnezdovo

Gnezdovo ou Gnyozdovo (em russo:  Гнёздово) é um sítio arqueológico situado perto da vila de Gnyozdovo, na província de Esmolensco, Rússia. O local contém extensos restos de um assentamento varegue-eslavo que floresceu no século X como um grande posto de comércio na rota que ligava a Escandinávia ao Império Bizantino.
O sítio arqueológico compreende uma cidadela antigamente situada na confluência dos rios Dniepre e Snivets, e um círculo de antigos assentamentos rurais, que ocupam uma área de 17,5 hectares, dos quais cerca de 5000 m² foram escavados no fim do século XX. Isto faz do sítio um dos maiores sobreviventes da Era Viquingue na Europa. Só Hedeby, no norte da Alemanha, cobria um território maior (24 hectares). No local há cerca de 3 mil antigos túmulos, dispostos em oito grupos. Destes, 1 300 foram explorados por arqueólogos russos e soviéticos desde 1874.

## Descobertas
O rito do enterro era predominantemente de cremação. As descobertas mais numerosas no local foram de utensílios domésticos e objetos de cerâmica. Sete fileiras de moedas bizantinas e árabes e um prato bizantino com a imagem de Simargl mostram que a comunidade local realizava um comércio próspero ao longo do Dniepre. Objetos de metal incluem capacetes, flechas, machados de guerra e espadas carolíngias. Entre as descobertas mais surpreendentes estão uma navalha dobrável com cabo de cobre e um tesoura pivotal, provavelmente provenientes da Europa Oriental. A descoberta mais inesperada de Gnezdovo foi uma ânfora de Querche, com uma inscrição no antigo idioma russo.

## Gnezdovo e Esmolensco
Estudiosos não conseguiram um consenso sobre a relação entre a vila e Esmolensco, situada na confluência dos rios Dniepre e Smolnya. Um ponto de vista afirma que Gnyozdovo era a predecessora econômica e funcional da moderna Esmolensco. Arqueologistas soviéticos estabeleceram que o mais antigo  assentamento na área de Esmolensco data do século XI, indicando que a emergência de Esmolensco coincide com o declínio de Gnezdovo. O centro regional pode ter mudado de um lugar para outro em alguma época durante a cristianização da Rússia de Quieve por Vladimir, o Grande.
Outra escola de pensamento acredita que as duas cidades mantiveram uma coexistência pacífica através de todo o século X.  De acordo com esse pensamento, Gnyozdovo era uma comunidade rural do monarca de Quieve da época, que ele usava para cobrar tributos dos krivichs. O assentamento declinou nos primeiros anos do século XI, simultaneamente com outros centros de comércio varegues na Europa Oriental. Pelo fim do século, sua importância como entreposto comercial havia sido completamente suplantada pela vizinha Esmolensco.